# Fanatikda
Fanatikda es una telenovela ecuatoriana destinada al público juvenil, creada por la empresa productora Central Park para TC Televisión, creada por el escritor venezolano Benjamín Cohén. Se estrenó el 2 de agosto del 2010 y finalizó el 24 de enero del 2011.
Protagonizada por Efraín Ruales, Juan Carlos Román, Rosanna Zanetti, Cinthya Coppiano, Shany Nadan y Miguel Ángel Tovar, con las participaciones antagónicas del ex-Menudo Charlie Massó, Andrés Gómez, Paola Farías, Estela Redondo y Juan José Jaramillo. Cuenta además con las actuaciones estelares de Ricardo Velasteguí, Priscilla Negrón, María Fernanda Pazmiño, Danilo Vitanis, Carmen Angulo, Omar Naranjo y los primeros actores Prisca Bustamante y Santiago Naranjo.

## Sinopsis
La serie cuenta la historia de una agrupación musical “KDA” que debe relanzarse para pagar unas deudas, siendo acechados por un asesino desconocido, bajo el alias de "R", mezclando diversión, suspenso y romance, Huella y rastros conducen a César Muñoz (Efraín Ruales) a descubrir quien es el asesino que atenta en contra de Gonzalo Arpón (Charlie Massó), dueño del imperio musical más grande del país, el mismo asesino que también atenta en contra del amor de Gabriel (Juan Carlos Román) y Aylin (Rosanna Zanetti) quienes en su intento de alcanzar la felicidad se verán envueltos en un mundo de fama engaño y poder donde siempre hay obstáculos.
Aylin sufre una enfermedad que la lleva a escoger entre el amor de su vida y la oportunidad de ser madre, y todo se complica más cuando Aylin descubre el secreto que guarda Gabriel, el cual es que esta la engaña con Clara de Arpón (Estela Redondo). Clara gracias a su inteligencia logró casarse con Gonzalo Arpón, convirtiéndose en su peor verdugo, la cual al descubrir que su esposo la engaña con Lilibeth (Paola Farías) contrata a Philipe (Andrés Gómez) para que la ayude a apoderarse de todo; desde ese momento la empresa de Gonzalo se manchara de sangre, pues una asesino escondido bajo el nombre de "R" comenzara a cobrar venganza en contra de este magnate ambicioso quien ha hecho su fortuna humillando a todos. César será el encargado de descubrir al asesino pero este tendrá que escoger entre atrapar al asesino o conseguir el amor. Otro amor que se verá amenazado es el de Juan Pablo (Miguel Ángel Tovar), el cual deberá escoger entre su fe en la religión o entre el amor de Déborah (Shany Nadan), un amor prohibido pues él es católico y ella judía.

## Elenco
- Charlie Massó - Gonzalo Arpón
- Estela Redondo - Clara de Arpón
- Paola Farías - Lilibeth
- Juan Carlos Román - Gabriel Landeta
- Rosanna Zanetti - Ailyn Romero
- Efraín Ruales - César Muñoz
- Cinthya Coppiano - Verónica Ramírez
- Ricardo Velasteguí - Ricardo
- Shany Nadan - Débora Benhayon
- Miguel Ángel Tovar - Juan Pablo
- Andrés Gómez - Phillipe Blanche "R"
- Manuel Larrad - José Rafael Arpón
- María Fernanda Pazmiño - Karina
- Priscilla Negrón - Patricia
- Carmen Angulo - Mónica
- Prisca Bustamante - Sol
- Santiago Naranjo - Abraham
- Juan José Jaramillo - Carlos Tobías
- Irene Coello - Julieta
- Adriana Bowen - Andreína
- Ricardo Briones - Esteban
- Andrea Bucaram - Amanda
- Mayra Jaime - Adriana
- Leopoldo Morales - Alberto
- Maribel Solines - Grecia
- Adriana Manzo - Beatriz
- Omar Naranjo - Emilio
- Aurora Valdez - Asunción
- Carlos Piechestein - el Padre Fermín
- Danilo Vitanis
- Gabriela Armas - Marián #1
- María Elisa Camargo - Marián #2
- Joan Manuel Larrad - José Rafael
- Paúl Lemos
- Estela Álvarez
- Rafael Ariza
- Maribel Solines
- Iván Valero Delgado - Dr. Psiquiatra
- Leopoldo Morales
- Mimo Cava - Nixon
- Andrea Bucaram
- Omar Naranjo
- Aurora Valdez
- Jennifer Graham
- Miguel Aviles - Nicolás

## Temas musicales
La mayoría de los temas usados en la serie son del grupo venezolano “Los Últimos de la Clase” y del cantante y actor ecuatoriano Juan Carlos Román.
| N.º | Tema                         | Intérprete (s)                    |
| --- | ---------------------------- | --------------------------------- |
| 1   | “Dame un pedacito”           | ¡Los Últimos de la Clase!         |
| 2   | “Lo dejamos todo”            | ¡Los Últimos de la Clase!         |
| 3   | “Yo quiero contigo”          | ¡Los Últimos de la Clase!         |
| 4   | “Esperando por ti”           | Denisse García y Christian Garces |
| 5   | "Tu buen Amor"               | Juan Carlos Román                 |
| 6   | "Perdida"                    | Denisse García                    |
| 7   | "Entre la tierra y el cielo" | Miguel Aviles                     |
| 8   | "Me acostumbre a quererte"   | Charlie Masso                     |

## Premios y nominaciones

### Premios ITV 2010
| Categoría                | Nominados          | Resultado |
| ------------------------ | ------------------ | --------- |
| Mejor programa dramático | Fanatikda          | Nominado  |
| Mejor actor dramático    | Efraín Ruales      | Nominado  |
| Mejor actriz dramática   | Cinthya Coppiano   | Nominada  |
| Talento ITV              | Adriana Bowen      | Nominada  |
| Talento ITV              | Irene Coello       | Nominada  |
| Talento ITV              | Juan Carlos Román  | Nominado  |
| Talento ITV              | Mayra Jaime        | Nominada  |
| Talento ITV              | Paúl Lemos         | Nominado  |
| Talento ITV              | Ricardo Velasteguí | Nominado  |

## Emisión internacional
RCM
 Venevisión
 Gama TV